# 夏元瑮
夏元瑮（1884年—1944年），字浮筠，男，浙江杭县人，中国理論物理學家、教育家。曾任北京大學物理系主任。

## 生平
夏元瑮10岁那年随父进京，几年后回杭州，考入求是書院读书。他喜爱政治、社会、文学等书籍，尤爱先秦诸子，学业名列前茅。后进入南洋公學畢業，1909年又赴德國柏林大學，師從量子物理學家普朗克，1913年任北京大學理科學長，1919年第二次赴柏林，認識愛因斯坦，親自邀請愛氏到中國講學，但未實現。1921年翻譯愛因斯坦的《相對論淺釋》，1922年商務印書館出版。1937年先後任湖南大學教務長、重慶大學教務長、大夏大學教務長。1944年在貴陽逝世。

## 家族
父夏曾佑为今文學派學者，弟夏元瑜為動物學家兼作家。

## 延伸阅读
[在维基数据编辑]
 《游美同學錄·夏元瑮》，出自《游美同學錄》